# 非洲之窗
非洲之窗（英語：African Window）是南非的國立文化歷史博物館。它位於豪登省北部城市比勒陀利亚。

## 历史
這個博物館結合了以自然歷史為主題的Transvaal博物館及南非國立軍事歷史博物館（位於約翰內斯堡），在1999年4月1日合組成為北方旗艦機構。該機構由總監及董事局來管理。博物館坐落於前造幣局大樓，後來在1997年3月1日重建完成並對外開放。
館藏有考古物品、工藝品、歷史文獻、檔案、不同類型的歷史視聽產品、石器時代及鐵器時代的考古場地、歷史建築及一些早期馴化的動物。

## 外部連結
- 非洲之窗官方網站